# Abderahmane Hamadi
Abderahmane Hamadi, né le 24 mars 1984, est un athlète algérien, spécialiste du 400 mètres haies.

## Biographie
Après avoir été champion national en 2007, la même année il remporte les Jeux panarabes de 2007, puis il bat son record national en 49 s 84 à Addis-Abeba lors des Championnats africains l'année suivante (médaille d'argent). Il participe également aux Jeux olympiques à Pékin.
Il remporte la médaille d'or lors des Jeux africains de Maputo en 2011. 

## Palmarès
| Date | Compétition            | Lieu        | Résultat | Temps   |
| ---- | ---------------------- | ----------- | -------- | ------- |
| 2007 | Jeux panarabes         | Le Caire    | 1er      | 50 s 77 |
| 2008 | Championnats d'Afrique | Addis-Abeba | 2e       | 49 s 84 |
| 2011 | Jeux africains         | Maputo      | 1er      | 50 s 48 |